# اودرتزو
اودرتزو (به ایتالیایی: Oderzo) یک کومونه در ایتالیا است که در استان ترویزو واقع شده‌است.

## خصوصیات
اودرتزو ۴۲ کیلومترمربع مساحت و ۲۰٬۴۱۳ نفر جمعیت دارد و ۱۴ متر بالاتر از سطح دریا واقع شده‌است.